# Pharoah Sanders

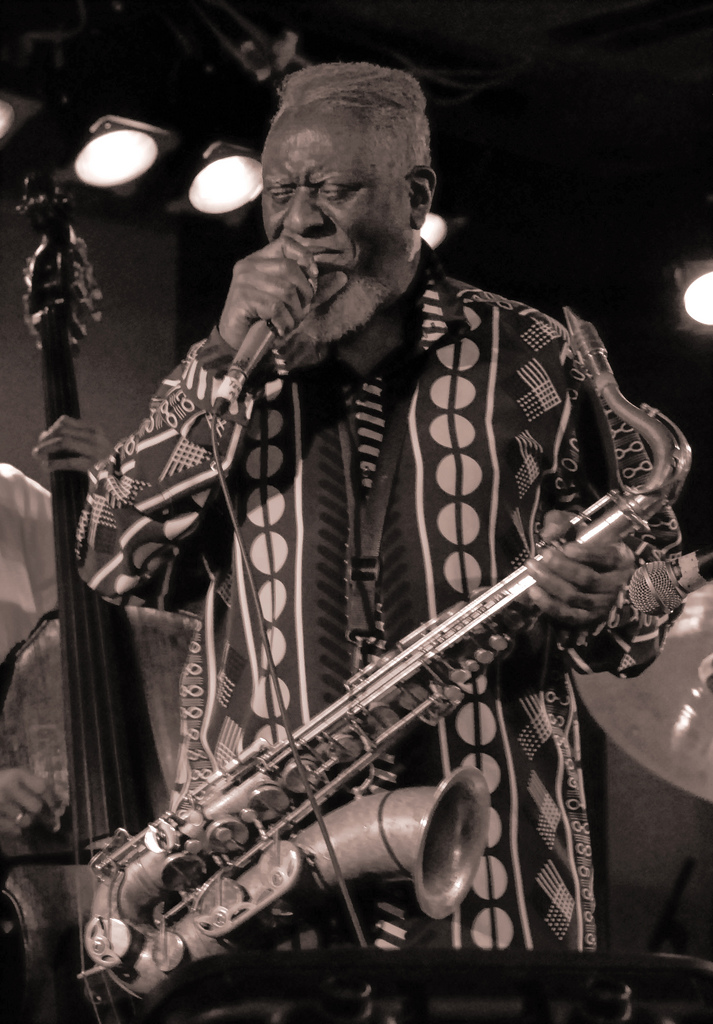
Pharoah Sanders, 2006

Pharoah Sanders, właśc. Farrell Sanders (ur. 13 października 1940 w Little Rock, zm. 24 września 2022 w Los Angeles) – amerykański saksofonista i kompozytor jazzowy, znany zarówno z bogatej kariery solowej, jak i ze współpracy z innymi muzykami jazzowymi, przede wszystkim z Johnem Coltrane’em, jeden z laureatów Nagrody Grammy za album Blues for Coltrane: A Tribute to John Coltrane, w 2016 uhonorowany NEA Jazz Masters Award.
Uznawany za jednego z najwybitniejszych saksofonistów w dziejach jazzu, był dysponującym unikalnym brzmieniem i łatwo rozpoznawalną techniką gry tenorzystą, który udowodnił w ciągu kilku dekad swojej kariery, iż doskonale odnajduje się w roli wykonawcy tak jazzu awangardowego i freejazzu, jak również jazzu mainstreamowego. Z powodzeniem łączył w swej muzyce fascynacje bluesem, swingiem, bebopem, free jazzem i awangardą jazzową, soulem, jazz-rockiem, psychodelią, muzyką dance i muzyką świata, w tym m.in. muzyką afrykańską i indyjską.
W superlatywach wyrażali się o nim inni saksofoniści: Ornette Coleman powiedział, iż Sanders jest „prawdopodobnie najlepszym saksofonistą tenorowym świata”, natomiast Albert Ayler rzekł, że „Trane był Ojcem, Pharoah Synem, a ja jestem Duchem Świętym”.

## Życiorys
Przyszedł na świat w muzykalnej rodzinie w mieście Little Rock w stanie Arkansas. Jego rodzice uczyli muzyki – ojciec w szkole, matka dając prywatne lekcje. Naukę gry na fortepianie pobierał od dziadka, ponadto uczył się grać na klarnecie i perkusji. Kiedy miał lat szesnaście i uczęszczał do szkoły średniej, przeznaczonej dla Afroamerykanów Scipio A. Jones High School w North Little Rock, pod wpływem kierownika zespołu szkolnego, saksofonisty Jimmy’ego Cannona, zaczął grać na saksofonie tenorowym i flecie oraz słuchać jazzu. Wśród pierwszych jazzmanów, których muzyka go zafascynowała, stając się dlań inspiracją, znajdowali się saksofoniści – John Coltrane, Harold Land, James Moody, Charlie Parker i Sonny Rollins. Jako nastolatek grywał w klubach, zarabiając po 10-15 dolarów za wieczór. Występował głównie z zespołami bluesowymi lub rhythmandbluesowymi, m.in. koncertując u boku Bobby’ego „Blue” Blanda i Juniora Parkera.
Po ukończeniu szkoły średniej przeniósł się do Oakland w Kalifornii. Tam zamieszkał u krewnych i zaczął uczęszczać do Oakland Junior College, gdzie krótko studiował muzykę i sztukę. W regionie San Francisco Bay Area znany pod pseudonimem „Little Rock”, grał bebop, rhythm and blues i jazz, występując z takimi muzykami, jak m.in. saksofoniści Dewey Redman i Sonny Simmons, pianista Ed Kelly bądź perkusista Smiley Winters.
W roku 1961 udał się do Nowego Jorku, gdzie, nie mając środków do życia, początkowo żył w skrajnej nędzy. Kilkakrotnie zastawiał saksofon, podejmował prace niezwiązane z muzyką, chodził w postrzępionych ubraniach i nierzadko sypiał w korytarzach metra. Wkrótce zaczął grywać z doborowymi muzykami, wśród których znajdowali się m.in. związani z free jazzem i awangardą jazzową perkusista Billy Higgins, trębacz Don Cherry i Sun Ra. Z prowadzoną przez tego ostatniego Arkestrą zaczął występować w około rok od przybycia do Nowego Jorku. Grając z zespołem Sun Ra, Sanders porzucił swoje imię, Ferrell (względnie Farrell), na rzecz pseudonimu scenicznego „Pharoah”, kojarzącego się z angielskim wyrazem pharaoh, czyli „faraon” (pod tytułem Pharaoh ukazała się potem pierwsza płyta saksofonisty, który podpisany był na niej jako „Pharaoh Sanders”). Albumem dokumentującym współpracę Ra i Sandersa jest wydany w 1976 roku longplay Featuring Pharoah Sanders and Black Harold z koncertem zarejestrowanym 15 czerwca 1964 roku.
W 1963 roku założył własne combo, w którym znaleźli się pianista John Hicks, kontrabasista Wilbur Ware i perkusista Higgins. Podczas koncertu grupy w nowojorskim klubie nocnym The Village Gate na widowni znajdował się John Coltrane, któremu występ spodobał się na tyle, iż pod koniec 1964 zaprosił Sandersa do współpracy. Poczynając od roku 1965 Sanders regularnie grał z zespołem Coltrane’a, aczkolwiek nie jako oficjalny członek bandu. Ich wspólne występy wzbudzały silne kontrowersje, gdyż wykonujący „uduchowiony” free i avant-garde jazz muzycy, inspirowani dokonaniami Alberta Aylera, Ornette’a Colemana i Cecila Taylora, prezentowali skrajnie nietradycyjne podejście do uprawiania jazzu. Współpraca okazała się jednak nader udana i zaowocowała wieloma nagraniami, pośród których znalazły się takie albumy, jak Meditations, Kulu Sé Mama czy uznawany przez krytyków za arcydzieło Ascension. Zarazem Sanders powoli rozwijał swą karierę solową – w 1965 odbyła się premiera jego debiutanckiego longplaya Pharaoh (po latach wznawianego jako Pharoah’s First), na który trafił materiał nagrany we wrześniu roku poprzedniego, później ukazał się zarejestrowany w 1966 Tauhid.
Po śmierci Coltrane’a w 1967 roku (23 kwietnia Sanders grał z nim w Nowym Jorku podczas jego ostatniego występu, ogłoszonego po latach na płycie The Olatunji Concert: The Last Live Recording), nagrywał z wdową po saksofoniście, pianistką i harfistką Alice Coltrane, co zaowocowało takimi nagraniami, jak A Monastic Trio, Ptah, the El Daoud i Journey in Satchidananda. W 1968 nawiązał współpracę z Jazz Composer’s Orchestra, którą kierowali Carla Bley i Michael Mantler. Przede wszystkim jednak skupił się na prowadzeniu swoich ansambli i ogłaszaniu pod szyldem wytwórni Impulse! albumów sygnowanych własnym nazwiskiem, z których prawdopodobnie najbardziej znanym stała się powstała w lutym 1969 roku Karma, płyta, na której znalazły się dwa utwory, w tym długa, w sumie trwająca ponad pół godziny kompozycja The Creator Has a Master Plan.
W drugiej połowie lat 70. zaprezentował mainstreamowy album Love Will Find a Way, wydany nakładem Arista Records. Następnie związał się z wytwórnią Theresa, dla której nagrał np. Journey to the One i Rejoice. W latach 80. rozpoczął współpracę z wydawnictwami Evidence i Timeless – kiedy na początku lat 90. pierwsze z nich wykupiło Theresa Records, zaczęło wznawiać albumy Sandersa zrealizowane pod auspicjami tej wytwórni. W 1987 roku nagrał z McCoyem Tynerem, Davidem Murrayem, Cecilem McBee i Royem Haynesem album dedykowany pamięci Johna Coltrane’a, Blues for Coltrane: A Tribute to John Coltrane, który zdobył Nagrodę Grammy w kategorii „Best Jazz Instrumental Performance, Group”. W następnej dekadzie ukazywały się kolejne płyty, m.in. wypływający z afro-jazzowych fascynacji Message from Home oraz inspirowany muzyką Afryki, jak również Bliskiego i Środkowego Wschodu Save Our Children, pierwsze od wielu lat krążki nagrane przez Sandersa dla dużej wytwórni (Verve Records).
W nowym tysiącleciu Sanders wciąż komponował muzykę i ogłaszał nowe płyty (studyjna With a Heartbeat i in.). Dawał też koncerty, nierzadko w trakcie festiwali, takich jak np. organizowany we Wrocławiu Jazztopad, gdzie muzyk wystąpił 23 listopada 2014 roku.

## Dyskografia
Opracowano na podstawie materiału źródłowego.

### Jako lider
- (1965) Pharoah’s First (ESP-Disk)
- (1967) Tauhid (Impulse!)
- (1969) Karma (Impulse!)
- (1969) Jewels of Thought (Impulse!)
- (1970) Deaf Dumb Blind (Summun Bukmun Umyun) (Impulse!)
- (1971) Thembi (Impulse!)
- (1971) Black Unity (Impulse!)
- (1972) Live at the East (Impulse!)
- (1973) Izipho Zam (My Gifts) (Strata-East)
- (1973) Village of the Pharoahs (Impulse!)
- (1973) Wisdom Through Music (Impulse!)
- (1974) Elevation (Impulse!)
- (1974) Love in Us All (Impulse!)
- (1977) Pharoah (India Navigation)
- (1977) Love Will Find a Way (Arista)
- (1978) Beyond a Dream (Arista)
- (1980) Journey to the One (Theresa)
- (1981) Rejoice (Theresa)
- (1982) Live… (Theresa)
- (1983) Heart is a Melody (Theresa)
- (1985) Shukuru (Theresa)
- (1987) Africa (Timeless)
- (1987) Oh Lord, Let Me Do No Wrong (Doctor Jazz)
- (1987) A Prayer Before Dawn (Theresa)
- (1990) Moon Child (Timeless)
- (1991) Welcome to Love (Timeless)
- (1992) Crescent with Love (Evidence)
- (1994) The Trance of Seven Colors (Axiom)
- (1995) Naima (Evidence)
- (1996) Message from Home (Verve)
- (1998) Save Our Children (Verve)
- (2000) Spirits (Meta)
- (2003) With a Heartbeat (Evolver)
- (2003) The Creator Has a Master Plan (Venus)

### Jako sideman
Don Cherry:
- (1966) Symphony for Improvisers (Blue Note, 1966)
- (1969) Where is Brooklyn? (Blue Note)

Ornette Coleman:
- (1965) Chappaqua Suite (Columbia)

Alice Coltrane:
- (1968) A Monastic Trio (Impulse!)
- (1970) Ptah, the El Daoud (Impulse!)
- (1971) Journey in Satchidananda (Impulse!)

John Coltrane:
- (1965) Kulu Sé Mama (Impulse!)
- (1965) Om (Impulse!)
- (1965) Meditations (Impulse!)
- (1965) Ascension (Impulse!)
- (1965) Live in Seattle (Impulse!)
- (1966) Live at the Village Vanguard Again! (Impulse!)
- (1966) Live in Japan (Impulse!)
- (1967) Expression (Impulse!)
- (1967) The Olatunji Concert: The Last Live Recording (Impulse!)

Idris Muhammad:
- (1980) Kabsha (Theresa)

McCoy Tyner:
- (1982) Love & Peace (Trio)
- (1987) Blues for Coltrane: A Tribute to John Coltrane (Impulse!)